# Zbigniew Szczygieł
Zbigniew Szczygieł (ur. 19 września 1953 w Bystrzycy Kłodzkiej) – polski strażak i samorządowiec, oficer Państwowej Straży Pożarnej, w latach 2008–2010 członek zarządu województwa dolnośląskiego III kadencji.

## Życiorys
Absolwent Wyższej Szkoły Pożarniczej w Warszawie, obronił magisterium w Szkole Głównej Służby Pożarniczej. Ukończył studia podyplomowe z zarządzania w stanach zagrożeń, a także kursy z zarządzania dużymi projektami oraz przeciwdziałania katastrofom i bioterroryzmowi. Przez ponad 30 lat służył w Państwowej Straży Pożarnej. Zajmował stanowiska komendanta rejonowego w Świdnicy (1980–1996), a następnie wojewódzkiego w Wałbrzychu i Wrocławiu (w 2006). Dosłużył się stopnia starszego brygadiera, w 2006 przeszedł na emeryturę. Zasiadał też w lokalnych władzach Ochotniczej Straży Pożarnej. Zajmował się zarządzaniem kryzysowym i opracowywaniem programów bezpieczeństwa obszarów górskich, brał udział w akcji ratowniczej podczas powodzi tysiąclecia.
Działał w PZPR, później wstąpił do Platformy Obywatelskiej. W 2006 kandydował do sejmiku dolnośląskiego. Mandat zdobył rok później w miejsce Stanisława Jurcewicza, odnawiał go w 2010, 2014 i 2018 (zastępując Iwonę Krawczyk). 5 marca 2008 wybrany na członka zarządu województwa dolnośląskiego, zajmował stanowisko do końca kadencji 1 grudnia 2010. Bez powodzenia kandydował do Sejmu w 2011, 2015 i 2019. W 2010 ubiegał się o prezydenturę Świdnicy (zajął 3 miejsce na 5 kandydatów).
Odznaczony Srebrnym (2001) i Złotym (2003) Krzyżem Zasługi.

## Życie prywatne
Żonaty, ma dwoje dzieci.